# Linguiça de Glamorgan
A linguiça de Glamorgan (em galês:  Selsig Morgannwg) é uma linguiça vegetariana tradicional galesa cujos principais ingredientes são queijo (geralmente Caerphilly [en]), alho-poró e farinha de rosca. Seu nome vem do condado histórico de Glamorgan, no País de Gales.
A primeira menção publicada do prato é da década de 1850, no livro Wild Wales, de George Borrow [en], embora registros anteriores nos Arquivos de Glamorgan mostrem uma versão que contém carne de porco. A versão vegetariana moderna tornou-se popular durante a Segunda Guerra Mundial, quando a carne era mais difícil de ser encontrada, e agora é produzida em massa por pelo menos duas empresas. As variações incluem a troca do alho-poró por cebolas, bem como diferentes ervas e temperos e vários tipos de queijo.

## Histórico
A origem das linguiças de Glamorgan é desconhecida. Uma pesquisa realizada nos Arquivos de Glamorgan, em Leckwith, descobriu que há pelo menos uma receita tradicional que usava carne. Em um caderno datado entre 1795 e 1813, John Perkins, de Ty-draw, Llantrithyd, incluiu 0,45 kg de carne de porco magra e gordura em sua receita de linguiça de Glamorgan. O tempero também era diferente das versões modernas, exigindo o uso de cravo, sálvia e gengibre.
A primeira menção publicada sobre elas foi feita por George Borrow em seu livro Wild Wales, escrito na década de 1850 e publicado na década seguinte. Ele as descreveu como “nem um pouco inferiores às de Epping [en]”;:656 as linguiças de Epping eram linguiças sem pele à base de carne.:153 Borrow visitou Y Gwter Fawr (hoje conhecido como Brynamman); acredita-se que o Tregib Arms tenha sido o local em que Borrow comeu a linguiça.:56
Os anúncios de jornal divulgando a venda das linguiças de Glamorgan começaram a aparecer a partir de 1869, com o primeiro anúncio feito pelo açougueiro Henry S. Hammond, da Bute Street, 288, Cardiff, publicado no Western Mail em 15 de dezembro. Hammond continuou anunciando nos anos seguintes e, em 1873, alegava que a demanda exigia a fabricação das linguiças de hora em hora, e fazia referência a outros fabricantes de linguiças que faziam as linguiças com dias de antecedência antes da venda. O anúncio deixa claro que as linguiças eram feitas com “carne de porcos alimentados com leite”.
Acredita-se que as linguiças de Glamorgan tenham sido originalmente feitas com queijo de Glamorgan, que não é mais fabricado devido à quase extinção do gado de Glamorgan do qual era produzido.:232 Elas ganharam popularidade durante a Segunda Guerra Mundial devido ao racionamento que limitava o volume de carne. O Welsh Gas Board apresentou a linguiça em um livro de receitas publicado na década de 1950, no qual não especificava o tipo de queijo a ser usado.
Em 2005, foi iniciada uma campanha para registrar a linguiça de Glamorgan sob o esquema de indicações geográficas e especialidades tradicionais [en] da União Europeia. Isso faria com que apenas as linguiças de Glamorgan feitas em Glamorgan fossem rotuladas como tal. A iniciativa foi liderada por Greta Watts-Jones, que dirige a empresa Cwrt Newydd em Cowbridge, que era a única grande fabricante da região. Seu principal concorrente, a Cauldron Foods, tem sede em Bristol, na Inglaterra. Essa proteção já havia sido estendida à carne de cordeiro e à carne bovina galesa. A votação para obter essa classificação, juntamente com o queijo Caerphilly, foi realizada em março de 2006 no Parlamento Europeu, mas não foi transformada em lei.

## Receita
Nas versões modernas, é usado o queijo Caerphilly, um descendente da antiga e tradicional receita de queijo Glamorgan e confere a mesma textura e sabor gerais. A receita básica pede uma mistura de queijo, alho-poró e farinha de rosca, embora algumas receitas troquem o alho-poró por cebola ou cebolinha e possam adicionar ervas, como salsa, ou outros aromas, como mostarda.:232 A mistura é então enrolada em forma de linguiça e depois frita. Não se usa invólucro, embora o ovo seja usado para dar liga à mistura, de modo que ela não se desfaça durante o processo de cozimento.:232

### Variações

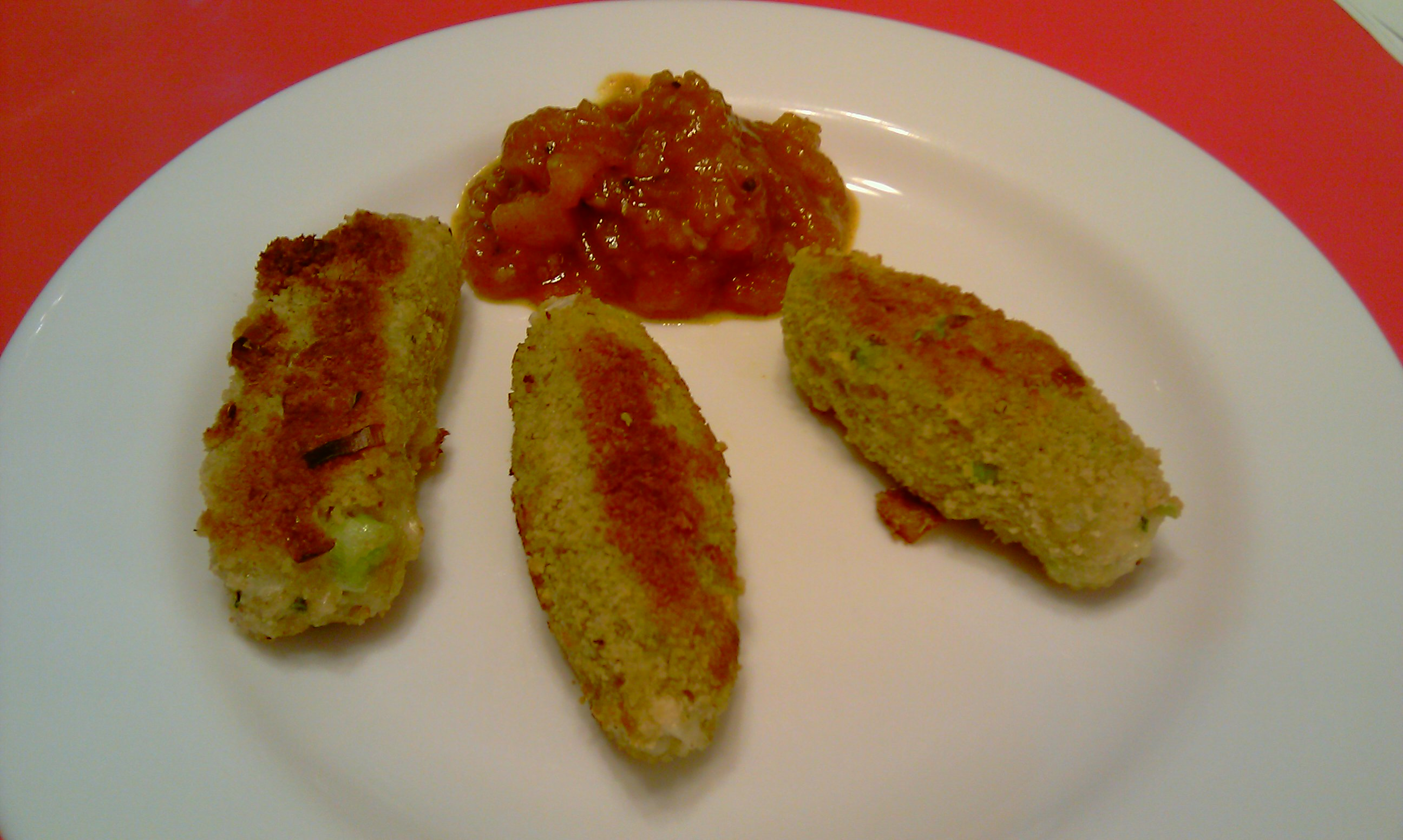
Linguiças de Glamorgan, servidas com chutney de tomate

Em várias receitas, são sugeridas outras substituições e adições. Os Hairy Bikers (Dave Myers e Si King) sugerem o cheddar galês como alternativa ao Caerphilly e propõem que seja servido com cebola roxa [en] e pimenta-chili. Uma receita australiana sugere o queijo de Lancashire [en] como ingrediente alternativo. Com relação à farinha de rosca, o chef Bobby Freeman sugere o uso de metade de farinha de rosca marrom e metade de farinha de rosca branca, enquanto o livro de receitas do restaurante londrino Canteen propõe o uso de uma combinação de batatas cozidas e farinha de rosca para a cobertura da salsicha. Há também uma variante vegana da salsicha, usando queijo vegano em seu lugar.

As técnicas de cozimento do alho-poró variam, pois algumas receitas pedem que ele seja misturado cru, enquanto outras sugerem que ele seja dourado primeiro em uma frigideira. Se forem deixados crus, eles podem dar uma textura mais crocante à linguiça. Tanto o Hairy Bikers quanto o Canteen optam por cozinhar os alhos-porós primeiro. São usadas várias ervas, com o Canteen usando sálvia, como visto na receita do Perkins, além de noz-moscada. A receita do Welsh Gas Board pedia simplesmente “ervas mistas”, enquanto Felicity Cloake, no The Guardian, sugeriu a adição de tomilho. Para a fritura, o Conselho de Gás e a chef Sophie Grigson sugeriram o uso de banha de porco, enquanto os Bikers usaram óleo vegetal. Tanto Cloake quanto o escritor do The Daily Telegraph, Nigel Godwin, propuseram fritar as linguiças de Glamorgan na manteiga.